# (13525) Paulledoux
(13525) Paulledoux est un astéroïde de la ceinture principale.

## Description
(13525) Paulledoux est un astéroïde de la ceinture principale. Il fut découvert le 2 août 1991 à La Silla par Eric Walter Elst. Il présente une orbite caractérisée par un demi-grand axe de 3,04 UA, une excentricité de 0,15 et une inclinaison de 2,8° par rapport à l'écliptique.

## Compléments